# فراتر از قانون (فیلم ۱۹۸۸)
فراتر از قانون (به انگلیسی: Above the Law) یک فیلم اکشن، جنایی و دلهره‌آور آمریکایی به کارگردانی اندرو دیویس با بازی استیون سیگال است. سیگال با این فیلم وارد دنیای سینما اکشن شد.
این فیلم پس از یک تست موفقیت‌آمیز نمایشگر که توسط مایکل اویتز (تاجر آمریکایی) تأمین مالی شد، که منجر به پیشنهاد قراردادی به سیگال توسط کمپانی برادران وارنر شد. این فیلم در شیکاگو تنظیم و فیلمبرداری شد. این فیلم در ۸ آوریل ۱۹۸۸ در ایالات متحده اکران شد. فراتر از قانون به عنوان اولین فیلم آمریکایی در نظر گرفته می‌شود که آیکیدو را در سکانس‌های مبارزه به نمایش می‌گذارد. سیگال برنامه‌هایی را برای قسمت دوم در ۱ اوت ۲۰۱۶ توییت کرد، اما پروژه همچنان در مرحله پیش تولید است.

## خلاصه داستان
داستان فیلم حول محور مواد مخدر و یک گروه تبهکاری که در صدد پخش مواد مخدر در شیکاگو هستند، که شخصی بنام نیکو توسکانی با بازی استیون سیگال که مأمور بازنشسته سازمان سیا می‌باشد و در خدمت پلیس شیکاگو گماشته شده است، در جهت دستگیری سر شاخه اصلی این باند، می‌چرخد.

## ساخت
گزارش شده است که سیگال توسط شاگرد سابق آیکیدوی خود، ایجنت مایکل اویتز، که معتقد بود می‌تواند از هر کسی ستاره سینما بسازد، خواسته شده است که این فیلم را بسازد. این فیلم در شیکاگو، ایلینوی، بیش از ۶۰ روز از ۲۷ آوریل تا ۲۶ ژوئن ۱۹۸۷ تنظیم و فیلمبرداری شد.

## بازخوردها
- این فیلم در ایالات متحده ۱۸٫۸۶۹٫۶۳۱ دلار فروخت.[۵]
- فوق قانون بررسی‌های متفاوتی دریافت کرد. در راتن تومیتوز بر اساس نقدهای ۲۰ منتقد، با میانگین امتیاز ۵٫۲ از ۱۰ را تأیید می‌کند.[۶]
- تماشاگرانی که توسط سینماسکور نظرسنجی کردند به فیلم نمره متوسط "B" در مقیاس A+ تا F دادند.[۷]